# Saint-Martin (Bas-Rhin)
Saint-Martin (deutsch Sankt Martin) ist eine französische Gemeinde mit 367 Einwohnern (Stand 1. Januar 2021) im Département Bas-Rhin in der Region Grand Est (bis 2015 Elsass). Sie ist Teil des Arrondissements Sélestat-Erstein und des Kantons Mutzig.

## Geografie
Die Gemeinde Saint-Martin liegt am Ruisseau du Giessen de Steige, einem Nebenfluss des Giessen in den Vogesen, etwa 16 Kilometer nordwestlich von Sélestat. Das Dorf selbst befindet sich am Ausgang des Breitenbach-Tales.
Nachbargemeinden von Saint-Martin sind Breitenbach im Norden, Albé im Nordosten, Villé im Osten, Bassemberg im Süden, Lalaye im Südwesten (Berührungspunkt) sowie Maisonsgoutte im Nordwesten.

## Bevölkerungsentwicklung
| Jahr      | 1962 | 1968 | 1975 | 1982 | 1990 | 1999 | 2006 | 2017 |
| Einwohner | 268  | 283  | 326  | 300  | 306  | 303  | 336  | 352  |

## Sehenswürdigkeiten
- Ehemaliges Kloster Hugshofen (Abbaye de Honcourt)

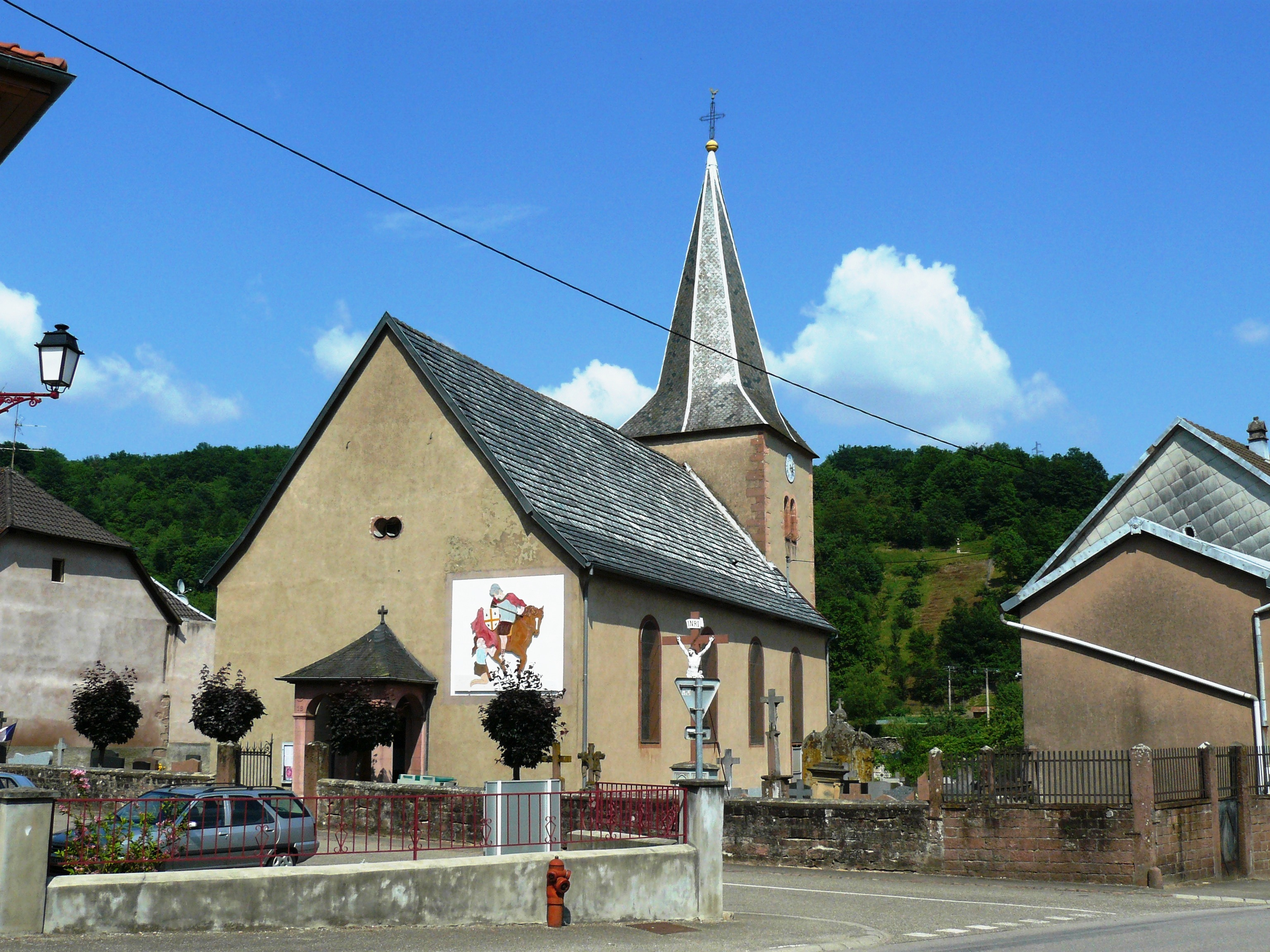
Kirche St. Martin
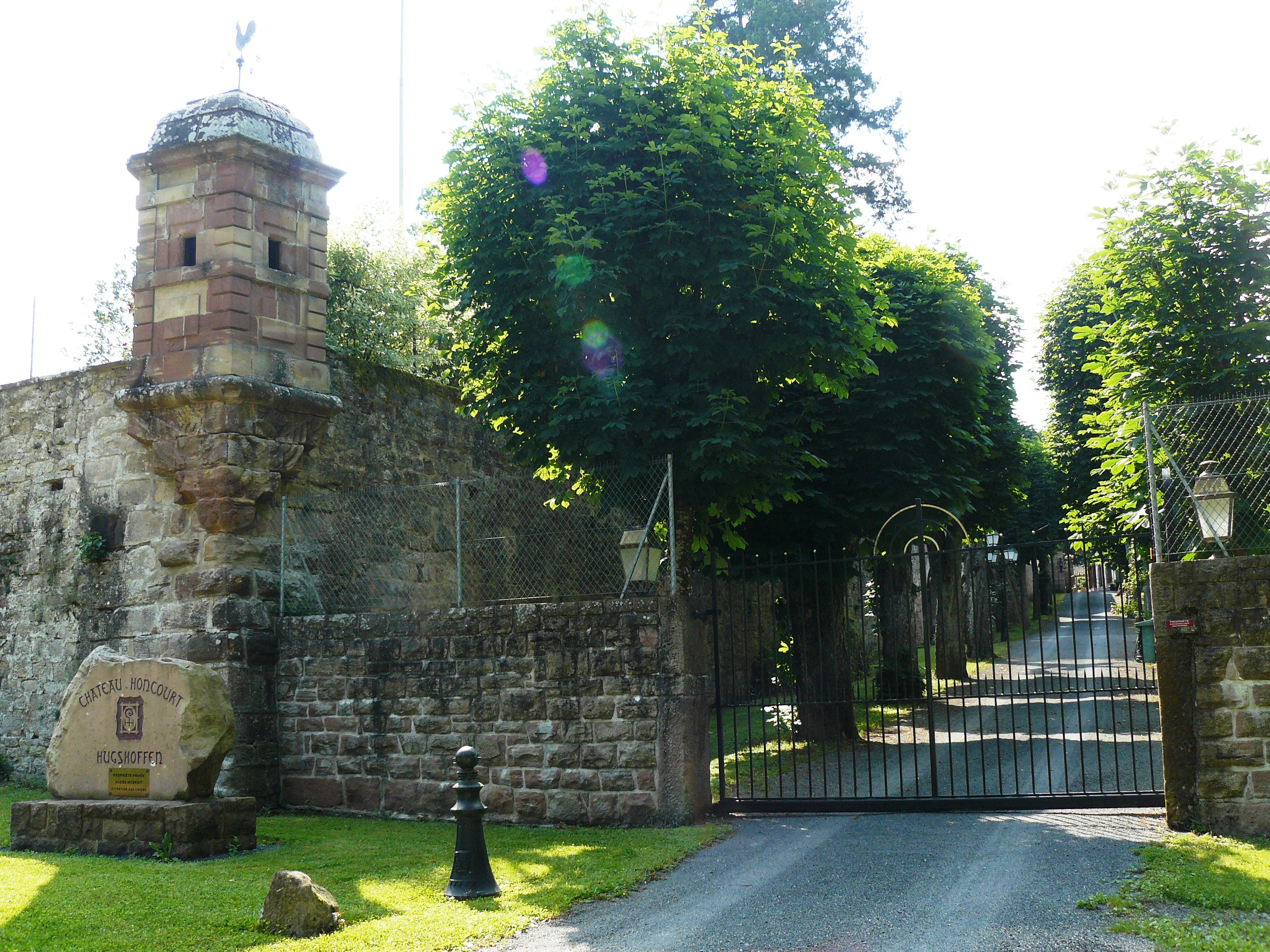
Eingang zur ehemaligen Abtei Hugshofen

- Kirche St. Martin
- Eingang zur ehemaligen Abtei Hugshofen

## Persönlichkeiten
- Christoph Florentius Kött (1801–1873), geboren 1801 in Saint-Martin, von 1848 bis 1873 Bischof des Bistums Fulda